# Waltensburg/Vuorz
Waltensburg/Vuorz (hasta 1943 oficialmente en alemán: Waltensburg; literalmente Waltensburgo) era una comuna suiza del cantón de los Grisones, situada en el distrito de Surselva, círculo de Ruis/Rueun. Limita al norte con la comuna de Glaris Sur (GL), al este con Andiast y Pigniu, al sur con Obersaxen, y al oeste con Breil/Brigels.
El 1 de enero de 2018 se fusionó en la municipalidad de Breil/Brigels.

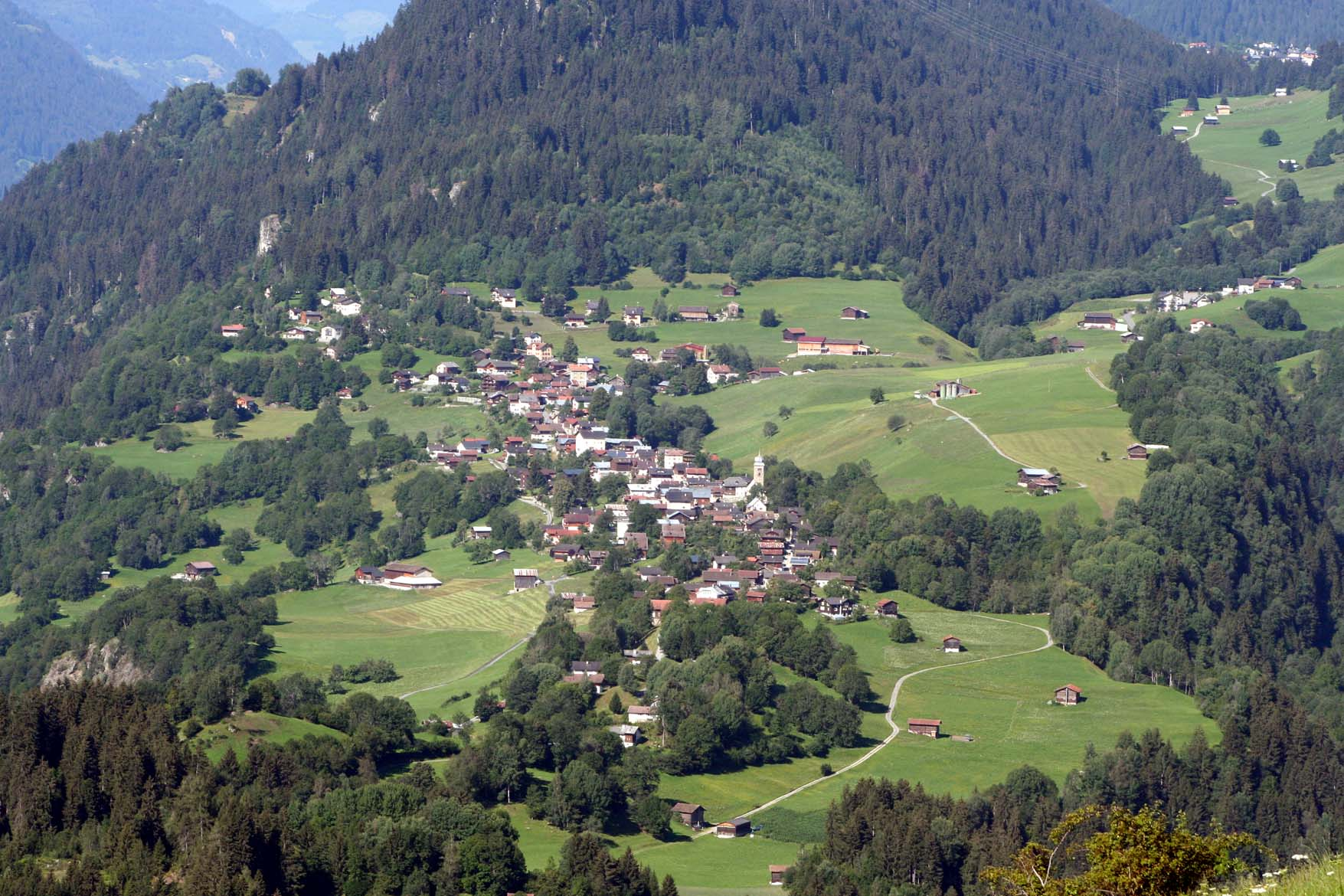
Vista de Waltensburg/Vuorz.